# Les Boys 2
Série
Les Boys
(1997) Les Boys 3
(2001)
Pour plus de détails, voir Fiche technique et Distribution.
Les Boys 2 est une comédie québécoise réalisée par Louis Saia et sortie en 1998.
La saga racontant l'histoire d'une équipe de hockey comprend aussi les films Les Boys (1997), Les Boys 3 (2001) et Les Boys 4 (2005) une série télévisée Les Boys en cinq saisons (2007-2012) et enfin un autre film Il était une fois les Boys (2013).

## Synopsis
Nos Boys sont de retour une année après leurs dernières aventures. Cette fois-ci, les joueurs de la ligue de garage la plus populaire du Québec se rendent en France, à Chamonix, pour participer à un tournoi international de hockey amateur.

## Fiche technique
Sources : IMDb et Éléphant
- Titre original : Les Boys 2
- Réalisateur : Louis Saia
- Scénario : Louis Saia, François Camirand et René Brisebois
- Musique : Normand Corbeil et Jerry De Villiers Jr.
- Conception visuelle : Marc Ricard
- Décors : Louise Bourret
- Costumes : Suzanne Harel
- Maquillage : Nathalie Trépanier
- Coiffure : Serge Morache
- Photographie : Georges Archambault
- Son : Louis Marion, Michel B. Bordeleau, Dominique Delguste, Jean-Pierre Joutel, Marc Gagnon
- Montage : Gaëtan Huot et Maxime Chalifoux
- Production : Richard Goudreau
- Société de production : Melenny Productions
- Société de distribution : Cinépix Film Properties
- Budget : 4,7 millions $ CA
- Pays de production :  Canada
- Tournage : du 4 mai 1998 au 26 juin 1998 à Montréal et Pierrefonds au Québec et à Chamonix en France
- Langue originale : français
- Format : couleur
- Genre : comédie
- Durée : 120 minutes
- Dates de sortie :
  - Canada : 
    - 8 décembre 1998 (première au Théâtre Maisonneuve de la Place des Arts de Montréal)[2]
    - 11 décembre 1998 (sortie en salle au Québec)
    - 15 juin 1999 (DVD)
- Classification :
  - Québec : Visa général[3]
- Box-office :  Québec : 6,2 millions de dollars canadiens

## Distribution
- Marc Messier : Bob
- Rémy Girard : Stan
- Patrick Huard : Ti-Guy
- Serge Thériault : François
- Paul Houde : Fernand
- Luc Guérin : Marcel
- Yvan Ponton : Jean-Charles
- Roc LaFortune : Julien
- Michel Charette : Léopold
- Dominic Philie : Boisvert
- Patrick Labbé : Mario
- Martin Petit : Sylvain
- Pierre Lebeau : Méo
- Daniel Russo : Laurent
- Anne-Marie Pisani : Violette
- Cécile Auclert : Corinne
- Marc Saez : Gérard
- Jean Petitclerc : voisin de Jean-Charles
- Bob Lefebvre : Labine
- Olivier Achard : le moine
- Paul Pavel : le vagabond
- Bruny Surin : capitaine de l'équipe de Côte d'Ivoire
- Georges Laraque : joueur de l'équipe de Côte d'Ivoire
- Stéphane Quintal : porteur du cercueil
- Rodger Brulotte : porteur du cercueil
- Guy Cloutier : porteur du cercueil
- Michel Bergeron : cortège funèbre
- Pierre Houde : cortège funèbre
- Enrico Ciccone : cortège funèbre

## Bande originale
Les Boys 2 est un petit album dans lequel Éric Lapointe a composé les chansons pour le film du même nom.
Il a souvent été demandé pour faire de la musique de films québécois.[réf. nécessaire] C'est d'ailleurs le cas pour les films Les Boys, Les Boys 2 et Les Boys 3, pour lesquels Éric Lapointe a composé quelques chansons.